# Дрімлюга-короткохвіст
Дрімлюга-короткохвіст (Eleothreptus anomalus) — вид дрімлюгоподібних птахів родини дрімлюгових (Caprimulgidae). Мешкає в Південній Америці.

## Опис
Довжина птаха становить 18-20 см. У самців верхня частина тіла сірувато-коричнева, поцяткована темними коричневими плямами. Крила мають вигнутий, серпоподібний вигляд через форму першорядних махових пер. Вони мають переважно сірувато-коричневе забарвлення, поцятковані чорнувато-бурими. коричневими і білими плямами. Підборіддя білувато-охристе, поцятковане коричневими смужками, горло коричневе, поцятковане бурими і охристими смужками, груди коричневі, поцятковані охристими плямами і смужками, живіт і боки охристі, поцятковані коричневими смужками. Самиці мають більш коричневе забарвлення, махові пера у них мають звичайну форму.

## Поширення і екологія
Дрімлюги-короткохвости локально поширені на південному сході Бразилії, на сході Парагваю і на півночі Аргентини, можливо, також на заході Уругваю. Імовірно, під час негніздового періоду аргентинські популяції мігрують на північ. Дрімлюги-короткохвости живуть в різноманітних природних середовищах, що включають вологі і заплавні луки чако, болота, галерейні ліси, вологі і сухі савани кампо-серрадо. Вони ведуть присмерковий і нічний спосіб життя. Живляться комахами, яких ловлять в польоті. Сезон розмноження триває з серпня по листопад. Відкладають яйця просто на голу землю.

## Збереження
МСОП класифікує цей вид як вразливий. Дрімлюгам-короткохвостам загрожує знищення природного середовища.